# Ternstroemia campinicola
Ternstroemia campinicola är en tvåhjärtbladig växtart som beskrevs av B.M. Boom. Ternstroemia campinicola ingår i släktet Ternstroemia och familjen Pentaphylacaceae. Inga underarter finns listade i Catalogue of Life.